# Les Martres-de-Veyre
Les Martres-de-Veyre – miejscowość i gmina we Francji, w regionie Owernia-Rodan-Alpy, w departamencie Puy-de-Dôme.
Według danych na rok 1990 gminę zamieszkiwało 3151 osób, a gęstość zaludnienia wynosiła 340 osób/km² (wśród 1310 gmin Owernii Les Martres-de-Veyre plasuje się na 63. miejscu pod względem liczby ludności, natomiast pod względem powierzchni na miejscu 837.).